# Treldeområdet
Treldeområdet ligger i Fredericia Kommune og dækker området nord for Fredericia by & vest for Bredstrup-Pjedsted. Mod Nord ligger Vejle fjord/Rands fjord og mod Øst ligger Lillebælt. I området ligger landsbyerne Egeskov, Bøgeskov og Trelde-Østerby samt den noget mindre Vejlby.
Området er præget af natur og landsbymiljøer. Trelde Næs i områdets østlige ende, er en af 15 steder med unik dansk natur, som er optaget i den danske naturkanon. Desuden er Rands fjord i områdets vestlige ende fredet naturområde. Nær Egeskov ligger også Fredericia Kommunes museumsgård Kringsminde
Kendetegnende ved landsbyerne er at de fleste servicefunktioner er samlet i enten Egeskov med Dagligvare forretning, Egeskov Kirke og Egeskov Forsamlingshus. Eller i Bøgeskov med Børneinstitution, folkeskole, idrætshal med boldbaner.
Der er ca. 2.000 personer bosiddende i Treldeområdet.